# Linea M34 (metropolitana di Istanbul)
La linea M34 della metropolitana di Istanbul, ufficialmente denominata linea metropolitana veloce M34 Beylikdüzü - Aeroporto Sabiha Gökçen (in turco M34 Beylikdüzü - Sabiha Gökçen Havalimanı Hızlı metro hattı) o HızRay  è una linea di metropolitana veloce transcontinentale in progetto a Istanbul, in Turchia. Essa è stata proposta dal sindaco metropolitano di Istanbul Ekrem İmamoğlu nel settembre 2020: la costruzione della linea è stata poi annunciata. Essa unirà la parte europea e quella asiatica della città andando in direzione est-ovest e si interconnetterà con diverse linee della metropolitana di Istanbul.

## Storia
Originariamente, come annunciato dal presidente di İBB İmamoğlu il 7 febbraio 2021, la linea prevedeva una lunghezza di 62,8 km, 10 stazioni e una velocità operativa di 160 km/h tra la stazione di Halkalı sul lato europeo e l'Aeroporto Internazionale Sabiha Gökçen sul lato anatolico. A causa dell'elevata domanda dei distretti di Esenyurt e Beylikdüzü, è stato annunciato che la linea partirà da Beylikdüzü e avrà 13 fermate.
Il 9 novembre 2022 si è tenuto l'Hızray Design Workshop, organizzato dal dipartimento dei sistemi ferroviari di IMM. In questo seminario sono state presentate informazioni dettagliate sul progetto della linea Hızray, e sono stati mostrati progetti dettagliati, revisioni e specifiche tecniche di molte stazioni.